# حسین غلوم
حسین غلوم (عربی: حسين غلوم عباس) (زاده ۲۴ سپتامبر ۱۹۶۹) بازیکن سابق فوتبال اهل امارات متحده عربی است. 
وی عضو تیم ملی فوتبال امارات متحده عربی در جام جهانی فوتبال ۱۹۹۰ بوده است.